# Odontotrema figulinum
Odontotrema figulinum är en lavart som först beskrevs av Norman, och fick sitt nu gällande namn av Paul Diederich. Odontotrema figulinum ingår i släktet Odontotrema, och familjen Odontotremataceae. Arten har ej påträffats i Sverige.